# Alphonsine Agahozo
Alphonsine Agahozo (sinh ngày 18 tháng 7 năm 1996 tại Nyarugenge, Kigali) là một vận động viên bơi lội Rumani. Cô đã tham gia nội dung tự do 50m nữ tại Thế vận hội mùa hè 2012 ở London. Agahozo kết thúc ở vị trí 58 và không lọt vào bán kết.